# Siegfried Hoyer
Siegfried Hoyer (* 14. Juni 1928 in Dresden; † 7. Dezember 2024 in Benndorf) war ein deutscher Historiker.
Der Sohn eines Werkzeugschlossers besuchte von 1934 bis 1938 die Volksschule Dresden-Löbtau. Er legte 1947 an der Oberschule Dresden-Plauen das Abitur ab und absolvierte von 1947 bis 1949 eine Ausbildung zum Bibliothekar. Im Jahr 1949 erfolgte das Staatsexamen als Diplom-Bibliothekar. Von 1949 bis 1950 war er Bibliothekar in der Sächsischen Landesbibliothek Dresden. Von 1950 bis 1954 studierte Hoyer Geschichte und Romanistik an der Universität Leipzig. Hoyer legte 1954 das Staatsexamen in Geschichte ab. Im selben Jahr wurde er wissenschaftlicher Assistent und Lehrbeauftragter an der Karl-Marx-Universität Leipzig und blieb dies bis 1961. Mit der Arbeit Der Auszug der deutschen Studenten aus Prag und die Gründung der Universität Leipzig wurde er 1960 bei Ernst Werner und Ernst Engelberg promoviert.
Von 1961 bis 1968 war Hoyer Oberassistent am Institut für Deutsche Geschichte, Abteilung „Von den Anfängen bis 1789“. Im Jahre 1966 habilitierte er sich mit der Arbeit Häresien zwischen Hus und Luther bei Max Steinmetz, Ernst Werner und Gerhard Zschäbitz. Hoyer lehrte von 1968 bis 1977 als Dozent und von 1977 bis 1992 als ordentlicher Professor für Deutsche Geschichte von den Anfängen bis 1789 in Leipzig. Von 1992 bis 1993 war er Professor für Geschichte der Frühen Neuzeit an der Fakultät für Philosophie und Geschichtswissenschaft der Universität Leipzig. Hoyer wurde 1993 emeritiert. Er starb am 7. Dezember 2024 in einem Seniorenheim in Benndorf.
Seine Forschungsschwerpunkte waren der Deutsche Bauernkrieg, die Reformation und die Leipziger Universitäts- und Studentengeschichte. Hoyer war Mitglied der Historischen Kommission der Sächsischen Akademie der Wissenschaften zu Leipzig. Im Jahre 1987 erhielt er den Vaterländischen Verdienstorden in Silber.

## Schriften (Auswahl)
- Kleine Geschichte der Leipziger Studentenschaft 1409–1989. Leipziger Universitätsverlag, Leipzig 2010, ISBN 978-3-86583-480-5.
- bearbeitet mit Wieland Held: Quellen zu Thomas Müntzer. Leipzig 2004, ISBN 3-374-02180-8.
- mit Manfred Bensing: Der deutsche Bauernkrieg 1524–1526. 5. überarbeitete Auflage, Berlin 1985, ISBN 3-327-00291-6 (zuerst 1965).
- Das Militärwesen im deutschen Bauernkrieg 1524–1526 (= Militärhistorische Studien. Bd. 16). Militärverlag der DDR, Berlin 1975.
- mit Herbert Wotte, Wolfgang Göthel: Dresden. Brockhaus, Leipzig 1968.